# Campionato mondiale di baseball Under-18
Il Campionato mondiale di baseball Under-18 è la massima competizione di baseball riservata agli atleti di età inferiore ai diciotto anni (Under-18) ed è organizzato dalla IBAF.

## Edizioni
| Anno          | Ospitante     |               | Medaglie      | Medaglie      | Medaglie      | Medaglie |
| Anno          | Ospitante     | Oro           | Argento       | Bronzo        | Bronzo        |          |
| 1981 Dettagli | Stati Uniti   | Corea del Sud | Stati Uniti   | Australia     | Australia     |          |
| 1982 Dettagli | Stati Uniti   | Stati Uniti   | Giappone      | Australia     | Australia     |          |
| 1983 Dettagli | Stati Uniti   | Taipei cinese | Stati Uniti   | Canada        | Canada        |          |
| 1984 Dettagli | Canada        | Cuba          | Stati Uniti   | Taipei cinese | Taipei cinese |          |
| 1985 Dettagli | Stati Uniti   | Cuba          | Stati Uniti   | Taipei cinese | Taipei cinese |          |
| 1986 Dettagli | Canada        | Cuba          | Taipei cinese | Stati Uniti   | Stati Uniti   |          |
| 1987 Dettagli | Canada        | Cuba          | Stati Uniti   | Canada        | Canada        |          |
| 1988 Dettagli | Australia     | Stati Uniti   | Cuba          | Taipei cinese | Taipei cinese |          |
| 1989 Dettagli | Canada        | Stati Uniti   | Cuba          | Australia     | Australia     |          |
| 1990 Dettagli | Cuba          | Cuba          | Taipei cinese | Stati Uniti   | Stati Uniti   |          |
| 1991 Dettagli | Canada        | Canada        | Taipei cinese | Stati Uniti   | Stati Uniti   |          |
| 1992 Dettagli | Messico       | Cuba          | Stati Uniti   | Taipei cinese | Taipei cinese |          |
| 1993 Dettagli | Canada        | Cuba          | Stati Uniti   | Taipei cinese | Taipei cinese |          |
| 1994 Dettagli | Canada        | Corea del Sud | Stati Uniti   | Taipei cinese | Taipei cinese |          |
| 1995 Dettagli | Stati Uniti   | Stati Uniti   | Taipei cinese | Australia     | Australia     |          |
| 1996 Dettagli | Cuba          | Cuba          | Taipei cinese | Stati Uniti   | Stati Uniti   |          |
| 1997 Dettagli | Canada        | Cuba          | Taipei cinese | Canada        | Canada        |          |
| 1999 Dettagli | Taiwan        | Stati Uniti   | Taipei cinese | Cuba          | Cuba          |          |
| 2000 Dettagli | Canada        | Corea del Sud | Stati Uniti   | Cuba          | Cuba          |          |
| 2002 Dettagli | Canada        | Cuba          | Taipei cinese | Stati Uniti   | Stati Uniti   |          |
| 2004 Dettagli | Taiwan        | Cuba          | Giappone      | Corea del Sud | Corea del Sud |          |
| 2006 Dettagli | Cuba          | Corea del Sud | Stati Uniti   | Canada        | Canada        |          |
| 2008 Dettagli | Canada        | Corea del Sud | Stati Uniti   | Cuba          | Cuba          |          |
| 2010 Dettagli | Canada        | Taipei cinese | Australia     | Cuba          | Cuba          |          |
| 2012 Dettagli | Corea del Sud | Stati Uniti   | Canada        | Taipei cinese | Taipei cinese |          |
| 2013 Dettagli | Taiwan        | Stati Uniti   | Giappone      | Cuba          | Cuba          |          |
| 2015 Dettagli | Giappone      | Stati Uniti   | Giappone      | Corea del Sud | Corea del Sud |          |
| 2017 Dettagli | Canada        | Stati Uniti   | Corea del Sud | Giappone      | Giappone      |          |

## Medagliere
| -  | Nazione       | Oro | Argento | Bronzo | Totale |
| -- | ------------- | --- | ------- | ------ | ------ |
| 1. | Cuba          | 11  | 2       | 5      | 18     |
| 2. | Stati Uniti   | 9   | 12      | 5      | 26     |
| 3. | Corea del Sud | 5   | 1       | 3      | 9      |
| 4. | Taipei cinese | 3   | 8       | 7      | 18     |
| 5. | Canada        | 1   | 1       | 4      | 6      |
| 6. | Giappone      | 0   | 4       | 1      | 5      |
| 7. | Australia     | 0   | 1       | 4      | 5      |